# 塔尔科特·帕森斯
托卡·帕森斯（英語：Talcott Parsons，1902年12月13日—1979年5月8日），美国哈佛大學著名的社會學者，美國二次世界大戰後統整社会学理論的重要思想家，二十世紀中期頗負盛名的結構功能論典範之代表人物。

## 生平
1902年12月13日出生於美國科羅拉多州科羅拉多泉水鎮，父親是公理會牧師，後來成為俄亥俄州馬力雅塔學院（Marietta）的校長。帕深斯在安默斯特學院就讀時專攻哲學跟生物學，也曾考慮過從醫，但當於1924年取得學士學位時，他已決定專心致力於社會科學，隨即赴英進入倫敦經濟學院（即倫敦政治經濟學院的前身），在那裡的一年中，他接觸到許多學者的作品，哈洛德·拉斯基、陶尼、霍布浩斯、布朗尼斯勞·馬凌諾斯基，特別是後者。
1925年他轉到德國海德堡大學，當時雖然馬克斯·韋伯已經去世多年，但他在此校的影響力依然深遠。帕森斯在此取得經濟學博士學位，同時（1926到1927年）在安默斯特學院教書。稍後他被哈佛大學聘請為經濟學講師。1931年，在仍是講師的情形下轉任到剛成立的社會學系；他一開始的晉升之路很緩慢，在當了六年的講師後才晉升助理教授，一直要到1939年才升上副教授。學術生涯的轉折點在1937年，這一年他發表了「社會行動的結構」一書，此書馬上為當時還是默默無名的助理教授帶來學術上的聲望，且讓他的影響力一直持續。在他的主導之下，哈佛大學於1946年成立一個跨領域的「社會關係學系」，融合多種社會科學如社會學、心理學、人類學，由帕森斯出任第一任的系主任。
他一生都致力於社會學的專業化，非常積極參與「美国社会学协会」事務，1949年出任學會理事長，曾任六年秘書（1960–1965），又擔任1965年首次發刊的《美國社會學人》（American Sociologist）之初任總編輯。1967到1971年擔任美國藝術與科學學院的理事長。曾在哥倫比亞、芝加哥、劍橋、史丹福、約克等大學擔任訪問教授，雖然在1973年從哈佛退休，之後仍然著書、演講不斷，並在新澤西州羅格斯大學、賓州大學跟加州大学柏克利分校訪問教學，在社會學跟知識界發揮莫大的影響力。於1979年5月8日在德國的旅途中去世。

## 理論發展
他早期的主要理论倾向是建构關於社會價值如何引導個人行動的志願行動論，后期逐漸關注個人、社會與文化三個系統的整合問題，進一步構思更宏觀的社會系統論。
1. 志願行動論:社會行動的參考架構
2. 一般社會系統與特殊社會系統
3. 社會演化

## 主要著作
主要著作有《社会行动的结构》、《社会系统》、《经济与社会》、《关于行动的一般理论》。

## 外部連結
- 维基语录上有关塔尔科特·帕森斯的语录（英文）
- 模式變項 （页面存档备份，存于）（英文）
- 帕森斯研究的參考資料（英文）